# Kloster Cabuabbas
Das heute als Santa Maria di Corte bezeichnete Kloster Cabuabbas (Santa Maria di Cabuabbas) ist eine ehemalige Zisterzienserabtei auf Sardinien, Italien. Es liegt rund vier Kilometer östlich von Sindia in der Provinz Nuoro und ist Haltepunkt des Trenino Verde an der Bahnstrecke Macomer–Bosa. 

## Geschichte
Das nach einigen Quellen „caput aquae“ benannte Kloster wurde von Gonario II., dem Richter (Fürsten) des Judikat Torres, der später selbst als Mönch in das Kloster Clairvaux eintrat, gestiftet. Mutterkloster war die Primarabtei Kloster Clairvaux, die 1149 einen Konvent entsandte. Gonario stiftete dem Kloster weite Ländereien in der von Viehweiden geprägten Umgebung von Sindia. Die Mönche errichteten eine große Kirche im romanischen Stil. Das Kloster blühte in seinen ersten Jahrhunderten, geriet aber mit der aragonesischen Besetzung der Insel in Schwierigkeiten. 1458 wurden seine Güter auf den Bischof von Bosa übertragen.

## Anlage und Bauten
Bald nach 1458 wurde die Anlage ruinös und ein Teil der Steine wurde entfernt. Erhalten hat sich von der ursprünglich kreuzförmigen Kirche mit dreischiffigem Langhaus der später als Sakralraum eingerichtete rechte Arm des Querhauses mit zwei Seitenkapellen mit je einem Monoforienfenster. Erhalten sind auch der nicht in den Sakralraum einbezogene Chor und die Sakristei. Vom Langhaus und den südlich von der Kirche gelegenen Klausurgebäuden haben sich dagegen nur die Fundamente erhalten.